# Bernhard von Tschirschky (Schiff)
Die Bernhard von Tschirschky, ex Krischan III, war ein Flugsicherungsschiff der deutschen Luftwaffe. Sie war benannt nach Bernhard von Tschirschky (1888–1918), Marineoffizier und Kommandeur der Seeflieger beim Marinekorps Flandern im Ersten Weltkrieg.

## Kontext
Mit dem Ausbau der Luftwaffe nach dem Beginn der nationalsozialistischen Herrschaft in Deutschland begann auch die Einrichtung eines leistungsfähigen Luftwaffen-Seenotdienstes, der mit entsprechend ausgerüsteten Booten und Schiffen auszustatten war. Das erste zu diesem Zweck gebaute sogenannte Flugsicherungsschiff war die Krischan, ein kleines Motorschiff von 196 Tonnen. Auf die Krischan folgten im Jahre 1935 zwei weitere Schiffe ähnlichen Typs, jedoch jeweils erheblich größer als das vorhergegangene, die 375 t große Gunther Plüschow und die 880 t große Bernhard von Tschirschky; die beiden wurden zunächst auch als Krischan II und Krischan III bezeichnet und, obwohl es sich nicht um Schwesterschiffe handelte, zusammen mit ihrer Vorgängerin als allgemein der Krischan-Klasse zugehörig betrachtet.

## Bau und Technische Daten
Die Krischan III (Flugsicherungsschiff K III) lief 1935 mit der Baunummer 684 bei der Norderwerft Köser & Meyer in Hamburg vom Stapel. Nach dem Ende der Probefahrten wurde sie am 7. November 1935 vom Reichsluftfahrtministerium übernommen. Am 13. August 1936 erhielt das Schiff den Namen Bernhard von Tschirschky.
Das Schiff war 77 Meter lang und 11 m breit, hatte 3 m Tiefgang, und verdrängte 880 Tonnen (Standard) bzw. 960 t (maximal). Drei 10-Zylinder-4-Takt-MAN-Dieselmotoren mit zusammen 4800 PS ermöglichten ihm über drei Wellen eine Höchstgeschwindigkeit von 20 Knoten (ohne Flugzeugbeladung). 70 t Treibstoff ermöglichten einen Fahrbereich von 1500 Seemeilen. Das Schiff war am Vorderende des achtern befindlichen langen Arbeitsdecks mit einem fahrbaren Kampnagel-Portaldreh-Wippkran von 12 t Hebekraft ausgerüstet, um Flugzeuge an Deck zu heben. Auf dem Achterdeck war Platz für zwei Flugzeuge bis zur Größe der Typen Arado Ar 196, Heinkel He 60 oder Heinkel He 114, die dort gewartet bzw. transportiert werden konnten. Flugzeuge konnten auch mit einer Winden über eine Slipbahn am Heck an Bord gezogen werden. Neben Munitions- und Treibstoffvorräten befand sich auch ein Raum zum Klarmachen von Torpedos an Bord. Das Schiff war ursprünglich mit drei 20-mm-Fla-MG C/30 bewaffnet. 1943 wurde dies durch drei 3,7-cm-Flak und zwei 20-mm-Fla-MG ersetzt. Im August 1940 wurde das Schiff mit einer MES-Anlage versehen und im Juni 1944 mit einem Minenräumgerät KKG ausgestattet. Die Besatzung bestand aus 7 Offizieren und 54 Mann.

## Schicksal
Die Bernhard von Tschirschky wurde bei ihrer Indienststellung am 7. November 1935, noch als Krischan III, dem Luftkreiskommando VI (See) unterstellt. Ab Juli 1937 gehörte sie zum Seenotbezirkstelle (SNB) List und war in List stationiert. Nach dem Beginn des Krieges war sie von dort aus an der Bergung verschiedener in der Deutschen Bucht notgewasserter Flugzeuge bzw. deren Besatzungen beteiligt. Im April 1940 nahm sie am Unternehmen Weserübung, der Besetzung Norwegens, teil und war dann ab Juni 1940 unter dem Seenotdienstführer (SNDF II) in Trondheim stationiert. Nach der Besetzung Frankreichs war das Schiff ab dem 30. August 1940 in Cherbourg beim SNDF I stationiert. Mit seiner Hilfe wurden entlang der französischen Küste die sogenannten „Udet-Bojen“ verlegt. Am 8. April 1943 wechselte es zum SNDF 5 (Nord) und operierte aus wechselnden norwegischen Häfen. Anfang Dezember 1943 verlegte das Schiff durch das Kattegat in die Ostsee.
Am 20. Juni 1944 wurde das Schiff, in der Norderwerft liegend, beim Luftangriff auf Hamburg beschädigt. Fünf Besatzungsmitglieder fanden dabei den Tod, darunter auch der Kommandant und der Erste Offizier. Die weithin verbreitete Darstellung, das Schiff sei am 4. Januar 1944 in Kiel durch Fliegerbomben versenkt worden, beruht offensichtlich auf einer Verwechslung mit der Krischan (I).